# Anestis Stavrou Veletsos
Anestis Stavrou Veletsos (Istanbul, 28 de abril de 1927 – 25 de outubro de 2018) foi um engenheiro estadunidense.
Veletsos estudou engenharia civil no Robert College em Istambul, com o grau de bacharel em 1948, e na Universidade de Illinois em Urbana-Champaign, com um mestrado em 1950 e um doutorado em 1953. Naquela época trabalhou paralelamente como engenheiro civil. Em 1953 foi professor assistente e mais tarde professor na Universidade de Illinois e a partir de 1966 na Universidade Rice. Foi professor adjunto na Universidade de Houston.
Em 1977 foi professor visitante na Pontifícia Universidade Católica do Rio de Janeiro.
Recebeu a Medalha Nathan M. Newmark de 1978, a Medalha George W. Housner de 1997 e a Medalha Theodore von Karman de 2001. Foi membro da Academia Nacional de Engenharia dos Estados Unidos. 